# خليج يالونغ
يالونغ هو منتجع وطني سياحي في الصين، يقع على شاطئ خليج يالونج شرق مدينة سانيا في جزيرة هاينان جنوبي البلاد، حيث تبعد حوالي 10 كيلومترات عن مركز المدينة، وتتميز المنطقة بالمناظر الخلابة المطلة على بحر الصين الجنوبي، وتقع بالقرب منها قاعدة لونجبو البحرية.

## نبذة
هو منتجع وشاطئ مرجاني رملي يبلغ طوله 7 كيلومترات مطل على خليج صغير متصل ببحر الصين الجنوبي، وهو جزء من محمية سانيا الطبيعية البحرية الوطنية، ويمتاز برمال ناعمة ومياه شفافة نظيفة غير ملوثة، كما أنه غني بالشعاب المرجانية المتنوعة، إضافة إلى كثافة أشجار غاباته، مما يجعله وجهة مهمة للسياحة في المنطقة، سيما في فصل الشتاء، إذ تبلغ درجة حرارته 27 درجة مئوية، وفي الماء 20 درجة مؤية، فيكون مكانًا مثاليًا للمغامرة والإستجمام وكثير الزيارة في هذا الفصل.

## السياحة

### أماكن
- فندق هوليداي إن العالمي. (5 نجوم) [3]
- فندق يالونج باي هوايو المحلي.
- نقطة جيمو ويالونج بوينت لتسلق الصخور.

### جزر
- دونغماوزو.
- زوزاي.

### رياضات
- غوص.
- استكشاف.
- تسلق الصخور.
- Xipai. (رياضة صينية)
- Dongpai. (رياضة صينية)

إضافة إلى ممارسة الألعاب مائية متنوعة.

## معرض صور

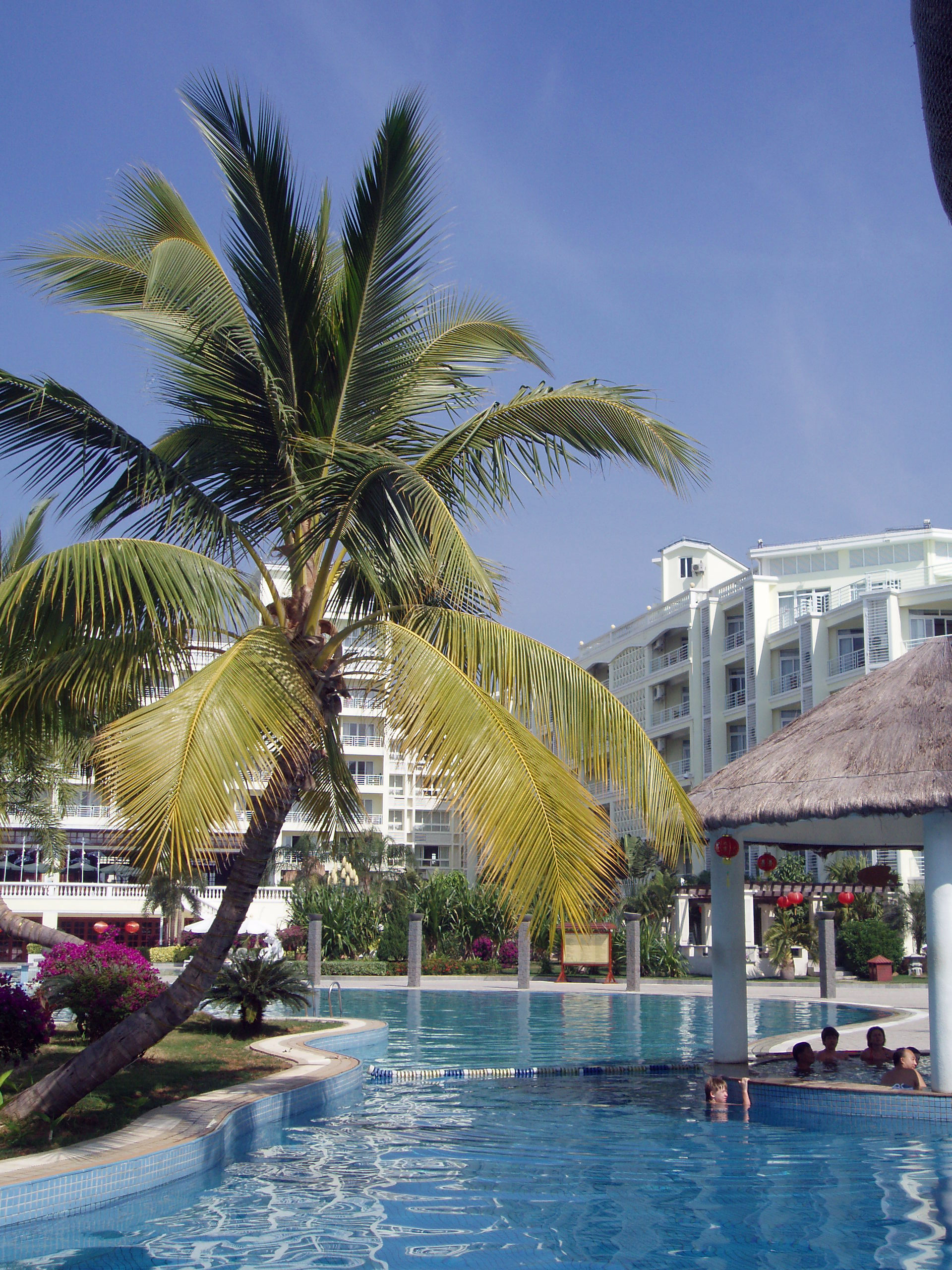
فندق يالونج باي
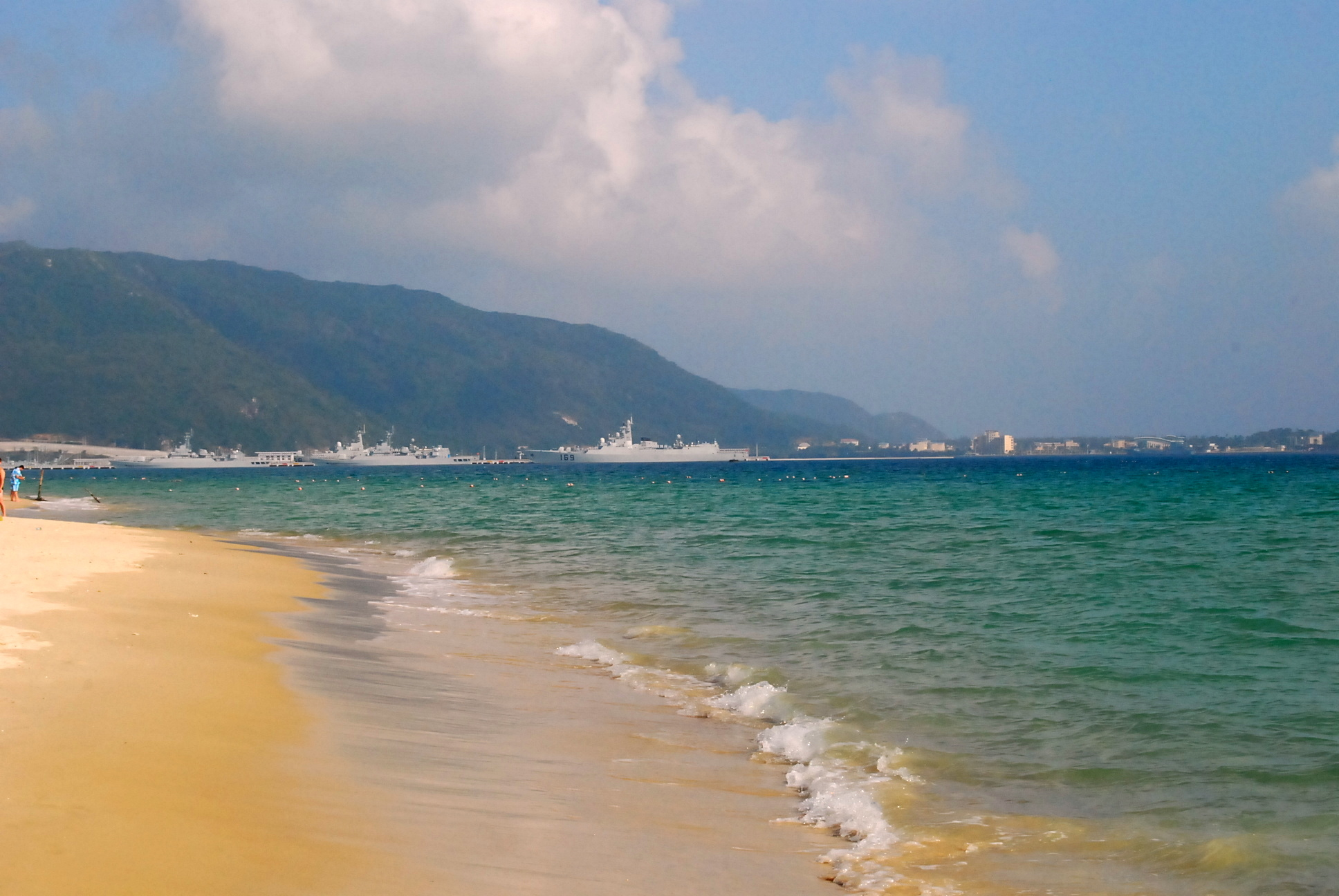
يظهر الميناء العسكري في خليج يالونج
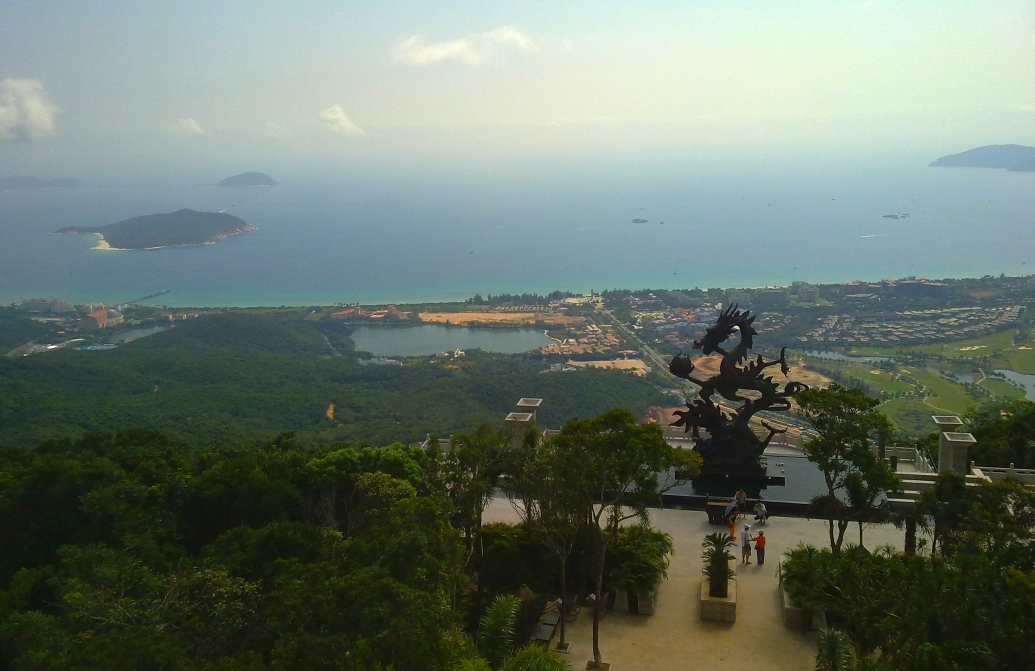
خليج يالونغ من الجو
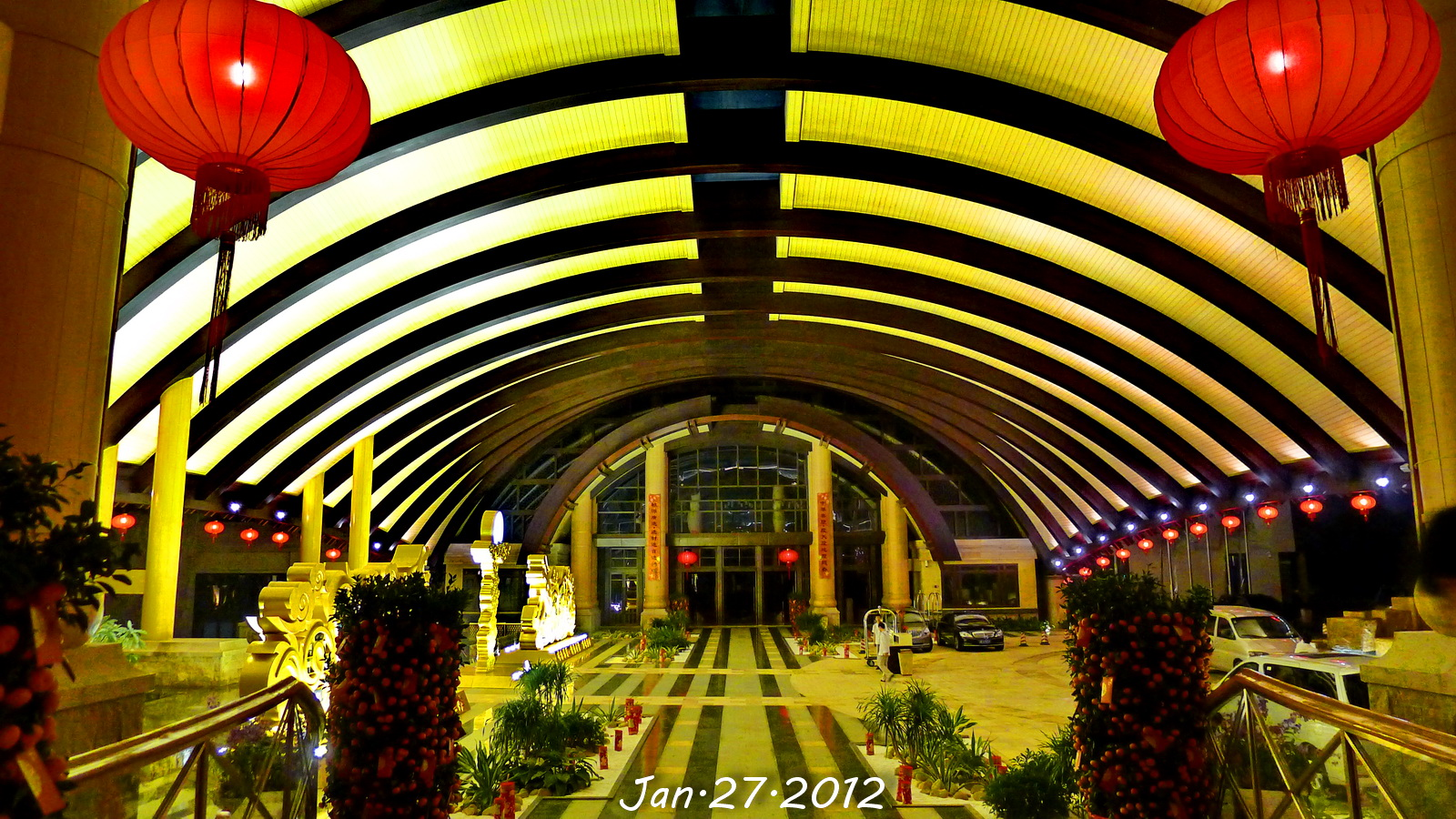
منتجع يالونغ باي
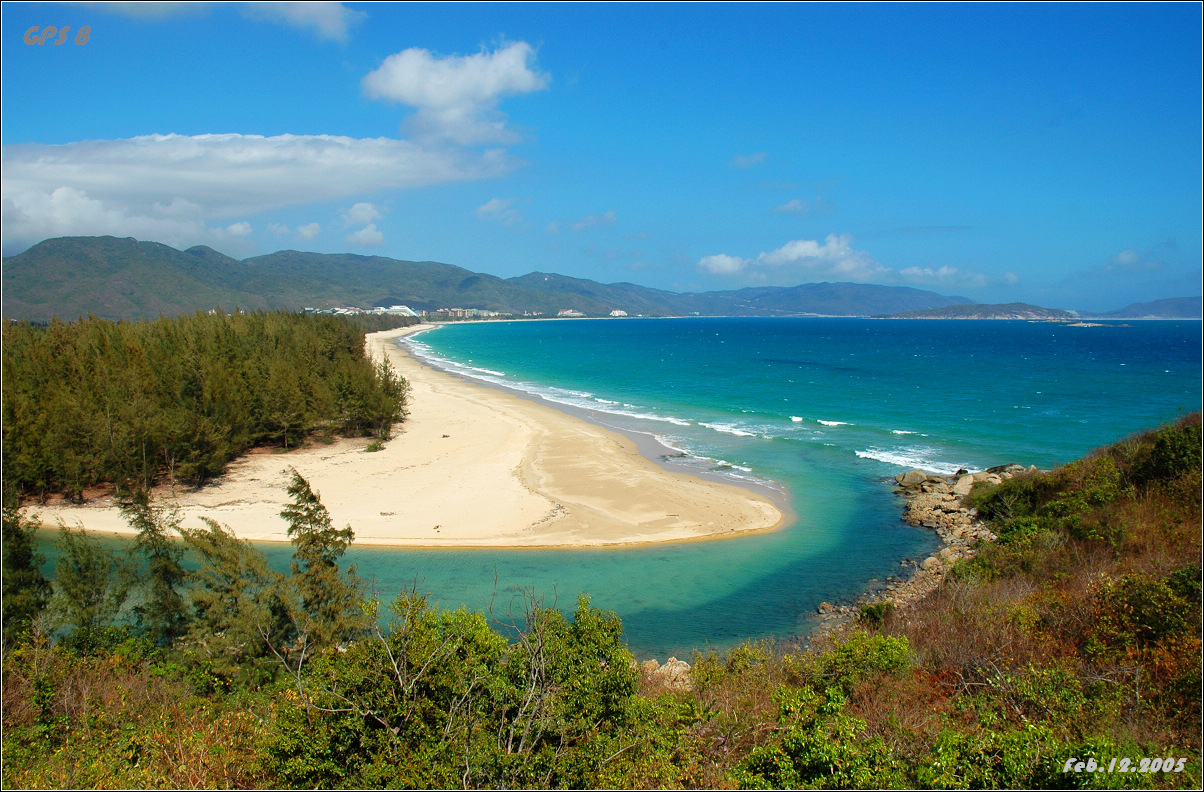
نقطة إلتقاء نهر يالونغ بخليج يالونغ